# موسم نادي الهلال السعودي 1975-76
نادي الهلال السعودي لكرة القدم 1975–76 يعتبر الموسم الثامن عشر في مسيرة نادي الهلال السعودي منذ تأسيسه 1957، برئاسة الأمير هذول بن عبد العزيز وقيادة المدرب الإنجليزي جورج سميث، والموسم الاول في الدوري السعودي الممتاز لكرة القدم، لمحاولة إطلاق أول دوري عام 1395 هجرية جاءت إنطلاقة الدوري الممتاز لأول مرة بعد تصنيف الأندية الممتازة الثمانية وهي الهلال، الأهلي، النصر، الاتحاد، الشباب، الوحدة، اليمامة (الرياض حالياً)، القادسية وتوقف بعد نهاية أسبوعه الرابع وكان الهلال يتصدره بسبع نقاط ثم جمد وألغي نهائياً لأسباب ولم يكتب لهذا الدوري الاستمرار فقد ألغي بسبب ضيق الوقت لقرب الامتحانات الطلابية واستعدادات الأندية لكأس جلالة الملك وتحضيرات منتخب المملكة لدورة الخليج الرابعة بدولة قطر في عام 1396 هجرية فضلاً عن وفاة جلالة فيصل بن عبد العزيز آل سعود في عام 1395 هجرية إذ أجل أولاً ثم ألغي نهائياً.

## تشكيلة الفريق
ملاحظة: تشير الأعلام إلى المنتخب الوطني على النحو المحدد في قواعد الأهلية للفيفا. قد يحمل اللاعبون أكثر من جنسية واحدة غير تابعة للفيفا.
| الرقم | البلد    | المركز | اللاعب                 |
| ----- | -------- | ------ | ---------------------- |
| 1     | السعودية | حارس   | إبراهيم اليوسف         |
| 17    | السعودية | مدافع  | بداح القحطاني          |
| 4     | السعودية | مدافع  | عبدالرحمن بشير «الغول» |
| 14    | السعودية | مدافع  | غازي سعيد              |
| 12    | السعودية | مدافع  | ناصر الشايع            |
| 7     | السعودية | وسط    | فهد الحبشي             |
| 11    | السعودية | وسط    | فهد عبدالواحد «فهودي»  |
| 19    | السعودية | وسط    | مرزوق سعيد             |
| -     | السعودية | مهاجم  | ناجي عبد المطلوب       |
| 10    | السعودية | مهاجم  | سلطان نصيب             |
| 13    | السعودية | مهاجم  | سمير سلطان             |

| الرقم | البلد    | المركز | اللاعب             |
| ----- | -------- | ------ | ------------------ |
| -     | السعودية | حارس   | خالد فهمي          |
| -     | السعودية | مدافع  | عبدالله قصاب       |
| 8     | السعودية | مدافع  | عبدالله فوده       |
| -     | السعودية | وسط    | علي بلفقيه         |
| -     | السعودية | وسط    | محمد العبيدي       |
| -     | السعودية | وسط    | عيد بشير           |
| -     | السعودية | وسط    | عبد الرحمن الخليفي |
| -     | السعودية | وسط    | عبدالرحمن الحفيل   |
| -     | السعودية | وسط    | محمد اليوسف        |
| -     | إنجلترا  | وسط    | إيمون أوكيف        |
| -     | السعودية | وسط    | عبدالله العمار     |

### مباريات الدوري
فوز
  تعادل
  خسارة
  مؤجلة
| 1 16 أكتوبر 1975 | الهلال                                                  | 4 - 2    | القادسية |                  |
| (ت ع م+03:00)    | غازي سعيد · عبدالرحمن بشير · سمير سلطان · سلطان بن نصيب | [Report] |          | الحكم: غازي كيال |

| 4 06 نوفمبر 1975 | الهلال                 | 1 - 0    | الشباب | الرياض              |
| (ت ع م+03:00)    | مرزوق سعيد · محسن بخيت | [Report] |        | الملعب: ملعب الصايغ |